# Шапошник Ігор Андрійович
І́гор Андрі́йович Ша́пошник (20 червня 1998, м. Харків, Україна — 28 квітня 2017, м. Красногорівка, Мар'їнський район, Донецька область, Україна) — солдат Збройних сил України, 92 ОМБр, учасник російсько-української війни.

## Життєпис
Народився 20 червня 1998 року у Харкові. Від самого народження був сиротою, виховувався у дитячому будинку смт Золочів Харківської області. Коли почалася війна, навчався у 10 класі. Закінчив професійно-технічне училище. Мешкав у Харкові.
З грудня 2016 року проходив військову службу за контрактом в Збройних Силах України.
Солдат, номер обслуги 1-го механізованого батальйону 92-ї окремої механізованої бригади, військова частина А0501, с. Клугино-Башкирівка, Харківська область. З 2017 року брав участь в антитерористичній операції на сході України.
28 квітня 2017 року близько 5:00 загинув під час мінометного обстрілу російсько-терористичними угрупуваннями позицій українських військових в районі міста Красногорівка Мар'їнського району Донецької області. Противник вів вогонь з боку окупованого смт Старомихайлівка, з мінометів калібру 120 мм та 82 мм, зенітних установок ЗУ-23-2, гранатометів та стрілецької зброї. Тоді ж дістав тяжкі поранення командир гармати молодший сержант Олексій Пудов, він помер 11 травня у шпиталі м. Дніпро.
29 квітня похований на Алеї Слави кладовища № 18 міста Харкова.

## Нагороди
Указом Президента України № 259/2017 від 2 вересня 2017 року, за особисту мужність і самовіддані дії, виявлені у захисті державного суверенітету та територіальної цілісності України, зразкове виконання військового обов'язку, нагороджений орденом «За мужність» III ступеня (посмертно).